# Puente colgante Denham
El puente colgante Denham (en inglés: Denham Suspension Bridge) también conocido como el puente del Arroyo Garraway, conecta las localidades de Mahdia y Bartica en el país sudamericano de Guyana. Este puente colgante fue construido sobre el río Potaro en una zona conocida como arroyo Garraway por un ingeniero escocés civil y contratista general, John Aldi, en noviembre de 1933. El nombre para el puente provinó del Gobernador de la Guayana Británica (1930-1935), Sir Edward Brandis Denham (1876-1938).